# Carl Linné
Carl Linné, po povýšení do šlechtického stavu  Carl von Linné nebo latinsky Carolus Linnaeus (23. května 1707 Råshult u Stenbrohultu, Švédsko – 10. ledna 1778 Uppsala) byl švédský přírodovědec a lékař, zakladatel podvojné  botanické a zoologické systematické nomenklatury. Bývá označován za „otce moderní taxonomie“.  Vytvořil také pojem druh jako základ přirozené soustavy organismů. Rostlinné druhy jím popsané jsou označovány zkratkou „L.“. Živočišné druhy jím popsané jsou označovány zkratkou „Linnaeus“. 
Francouzský filozof Jean-Jacques Rousseau o Linném napsal: „Upřímně musím říci, že jsem se zatím nesetkal s žádnou významnější osobností“. Podobný názor měl i německý spisovatel Johann Wolfgang von Goethe, který prohlásil: „S výjimkou Shakespeara a Spinozy neexistuje nikdo, kdo by mne ovlivnil tak silně jako Carl Linné“.

## Život

### Původ a studium
Carl Linné se narodil 23. května 1707 v Råshultu u Stenbrohultu na jihu  Švédska ve starém selském rodě. Původní jméno jeho otce bylo Nils Ingemarsson, ale podle rodové tradice  přijal nové příjmení, když začal studovat na kněze.  Vybral si latinsky znějící příjmení  Linnaeus podle velké lípy, která rostla na okraji rodinné farmy. Rodné jméno jeho syna pak bylo Carl Nilsson Linneaus. Měl čtyři mladší sourozence, tři sestry a bratra Samuela.
Otec byl v roce 1707 jmenován vikářem ve Stenbrohultu. Vedle fary byla prostorná zahrada, na které otec pěstoval více než 400 druhů rostlin a patřila k nejvýznamnějším ve Smålandu. Otec svou lásku k rostlinám přenesl na syna.  Už jako čtyřletý chlapec uměl malý Carl skoro všechny rostliny v okolí pojmenovat a řadu z nich, včetně různých plevelů, pěstoval na otcově zahradě tak dlouho, až mu to otec musel zakázat. Přál si, aby se jeho syn stal také evangelickým kazatelem a po dvou letech domácí výuky ho v roce 1717 zapsal na základní školu do blízkého Växjö.
V roce 1724  nastoupil na gymnázium, které ho mělo připravit na kněžské povolání. Ve škole Carl prospíval jen v oborech, které ho těšily. Rétorika, morálka, metafyzika, teologie, řečtina, hebrejština byly předměty, z nichž propadal, zatímco nejlepší ze třídy byl v matematice a fyzice. Jazyky mu obecně nešly. Nenaučil se přes pozdější delší pobyty ani anglicky, ani nizozemsky, nemluvil ani německy a vedle švédštiny užíval ponejvíce latiny, ale ani s tou to nebylo slavné. Údajně prohlásil: „Moje latina asi nemá valné ceny, ale raději snesu tři pohlavky od gramatiků nežli jeden od přírody.“ Po dvou letech  ho otec kvůli špatným výsledkům chtěl vzít ze studií a dát ho do učení na ševce. Za Carla se přimluvil lékař a učitel Johan Rothman, který sdílel jeho velký zájem o botaniku a přesvědčil otce, že by mohl studovat medicínu. Karla si vzal k sobě a soukromě ho připravoval ke studiu na univerzitě. Učil ho také  tehdejší botanické klasifikaci podle francouzského botanika Josepha Pittona de Tournefort.   Dá se tedy říci, že právě Rothman  má největší zásluhu na Linného cestě k vědecké kariéře.
V roce 1727, ve věku 21 let, se Linné zapsal na Lundskou univerzitu pod jménem Carolus Linnaeus, což byla latinizovaná forma jeho jména, kterou později začal používat pro své publikace v latině. Na univerzitní studium však  neměl  dost finančních prostředků. Na Rotmannovu přímluvu jej k sobě na byt a stravu vzal lékař a profesor Kilian Stobæus, který mu poskytl přístup do své rozsáhlé botanické knihovny.
Po prvních prázdninách se do Lundu nevrátil a na radu doktora Rothmana se  přihlásil ke studiu ve slavnější Uppsalské univerzitě. V Uppsale však brzy utratil to málo peněz, co mu rodina mohla poskytnout. Pokoušel se živit kondicemi, ale žádná rodina ho nepřijala, protože v té době převládal názor, že medicínu nestudují čestní a poctiví lidé. Brzy neměl ani na obživu, ani na ošacení, nosil obnošené šaty svých spolužáků, občas ho někdo pozval na oběd a do bot s prochozenými podešvemi si vkládal tvrdý papír, aby vůbec mohl vycházet. Tak ho jednou na podzim roku 1729 zastihl v uppsalské botanické zahradě doktor Olaf Celsius, profesor teologie a zámožný amatérský botanik. V krátkém rozhovoru poznal Carlovy hluboké znalosti botaniky a vzal ho k sobě na byt a stravu. 
Zásluhou Celsiovou mohl Linné studovat nejen v herbářích, ale dostal k dispozici celou knihovnu a brzy se seznámil se spisem francouzského botanika Sébastiena Vaillanta, pojednávajícím o pohlaví rostlin. Tehdy Linného napadlo, že veškeré rostlinstvo by bylo možno uspořádat do přirozené soustavy právě podle pohlavních orgánů. Od té doby patřily všechny jeho pohledy výhradně květům a začal se rodit jeden z jeho hlavních objevů a přínosů vědě. V roce 1729 napsal pojednání  Praeludia Sponsaliorum Plantarum, které se zabývalo pohlavním rozmnožováním rostlin. Tím upoutal pozornost profesora botaniky Olofa Rudbecka, který pro Linného získal královské stipendium, ustanovil ho svým asistentem a domácím učitelem svých tří dětí. Linné, ač v té době ještě nedostudovaný, začal dokonce sám vyučovat na univerzitě. Posluchárny měl nabité víc než jiní vyučující, k jejich nelibosti, a brzy mu byla svěřena do péče i uppsalská botanická zahrada.
Na jaře 1732 se přihlásil na terénní expedici do Laponska pořádanou uppsalskou vědeckou společností. Vyjel na koni, později pokračoval už jen pěšky, dostal se za polární kruh. Půl roku  cestoval na bárkách a vorech, které si sám postavil, a postupně pronikl až k Norskému moři a jen zázrakem přitom nezahynul. Jedl ryby, které si ulovil, a zapíjel je sobím mlékem. Chléb a sůl dostal jen zřídka. Nejhorší však byla mračna hmyzu, komárů a muchniček, pro která musel nosit přes obličej roušku, aby je nevdechoval. Jako první člověk tak prozkoumal severskou flóru a faunu a přinesl mnoho cenných etnografických informací o životě Laponců. Nasbíral a pozoroval mnoho rostlin, ptáků a kamenů.  Popsal asi sto druhů rostlin, které nikdy předtím nebyly zaznamenány. Objevy se staly základem pro jeho knihu Flora Lapponica. Když výsledky své cesty přednesl uppsalské přírodozpytné společnosti, byl přijat za jejího člena.
Po návratu z expedice  Linné opět pokračoval v přednáškách, což bylo v rozporu s univerzitním řádem, který vyžadoval po přednášejících doktorský titul. Na tuto skutečnost upozornil  profesor Nils Rosén akademický senát a Linnému bylo zakázáno vyučovat. Poté, co prchlivý Linné Roséna napadl kordem, byla jeho vědecká kariéra ohrožena. Rozhodl se získat doktorát v Nizozemsku, kde k tomu byly lepší podmínky. S finanční pomocí svého budoucího tchána mohl Linné v dubnu 1735  odjet do Harderwijku a během dvou měsíců složil rigorózní zkoušku na místní univerzitě. V Nizozemsku také vytvořil a publikoval řadu svých základních prací a pověstný systém, jímž pronikl do povědomí vědeckého světa. Šlo především o spis Systema  Naturae   obsahující nový systém klasifikace rostlin. Seznámil se s významnými nizozemskými botaniky  Hermanem Boerhaavem a  Johannesem Burmanem, ale odmítl jejich nabídky na vědeckou spolupráci. Přijal místo u  George Clifforda, který byl ředitelem Východoindické společnosti a majitelem cenné botanické zahrady na panství Hartekamp v Heemstede. Od září 1735 do roku 1738 Linné byl jeho  soukromým lékařem a správcem jeho herbáře. Za pobytu v Nizozemsku také napsal Hortus Cliffortianus s katalogem 2500 druhů a 37 mědirytinami. Během pobytu v roce 1736 podnikl studijní cestu do  Anglie a v následujícím roce vydal několik spisů, mezi nimi knihu Genera Plantarum, ve které popsal 935 rodů rostlin.

### Lékař a vědec
Roku 1738 se Linné vrátil do Švédska, aby se zasnoubil se Sarou Elisabeth Moræovou a na radu svého budoucího tchána se usadil ve Stockholmu, kde si otevřel soukromou lékařskou praxi. Díky známosti s politikem a diplomatem, polním maršálem Carlem Gustafem Tessinem  byl jmenován lékařem admirality.  Postupně si získával širší klientelu a mohl pomýšlet na založení rodiny. V červnu 1739 se oženil, během manželství se jim narodilo 7 dětí.
Roku 1741 šest vzdělaných a podnikavých mužů, mezi nimi i Linné,  založilo ve Stockholmu Švédskou akademii věd. Na jejím zasedání byl Linné zvolen prvním prezidentem. 
V květnu 1741 byl Linné jmenován profesorem medicíny na univerzitě v Uppsale, ale zakrátko přešel na katedru botaniky, kde působil dalších 35 let. Univerzita se stala vyhledávaným centrem vzdělání, počet studentů se během let ztrojnásobil. Linné měl také zásluhu na velkém rozvoji univerzitní botanické zahrady. V létě 1741 podnikl s několika studenty cestu na ostrovy  Öland a Gotland s cílem najít najít cenné přírodní zdroje, jako je hlína (pro výrobu porcelánu) a rostliny (pro barvení látek). Zápisky z cesty byly později publikovány v knize Öländska och Gothländska Resa.  V létě  1745 Linné vydal další dvě knihy: Flora Suecica (Rostlinstvo Švédska) a Fauna Suecica (Zvířectvo Švédska). V roce 1746 uskutečnil z pověření vlády expedici do provincie Västergötland.
V roce 1747 mu král Adolf Fridrich udělil titul hlavního lékaře na znamení velké úcty.  V témže roce byl zvolen členem Pruské akademie věd, později dalších akademií, například ruské, londýnské, francouzské a filadelfské.
V roce 1750 byl poprvé zvolen  rektorem uppsalské univerzity. V roce 1753 vydal dvousvazkové dílo Species Plantarum, které je dnes mezinárodně uznáváno jako výchozí bod pro moderní botanickou nomenklaturu.  K jeho poctě byla ražena pamětní medaile, jako první vědec obdržel Řád polární hvězdy a byl přijat za člena londýnské Královské společnosti. 

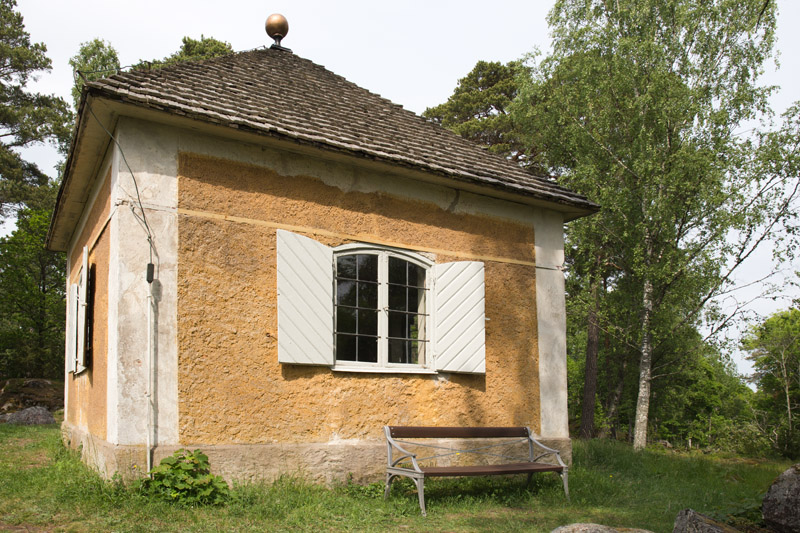
Hammarby – jedna z budov Linného muzea

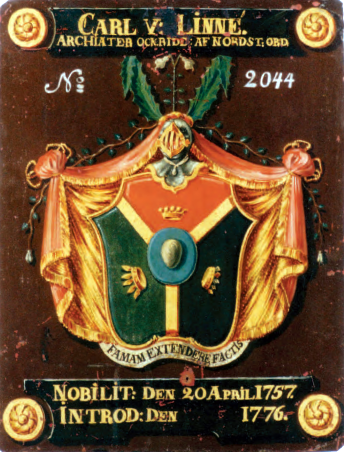
Linného erb

Od roku 1750 trpěl dnou, kterou sám léčil pomocí lesních jahod.  V roce 1758 koupil statky na venkově několik kilometrů od Uppsaly. V Hammarby trávil s rodinou každé léto.  Vytvořil tam zahradu, kde mohl pěstovat rostliny, které nebylo možné pěstovat v botanické zahradě v Uppsale. Během let přistavěl několik budov, kam přestěhoval svou knihovnu a sbírku rostlin po velkém  požáru, který zničil třetinu Uppsaly.   Roku 1879 celý areál koupil stát a vzniklo zde muzeum a přírodní rezervace.
V roce 1757 byl povýšen do šlechtického stavu a od roku 1761 mohl používat šlechtický přídomek: přijal jméno Carl von Linné. Jeho erb měl tři pole: černé, zelené a červené, v každém pak byla koruna a nad ní stylizovaná kresba drobné severské rostliny, nazvané na jeho počest Linnéa borealis. Za rodové heslo zvolil Famam extendere factis (Slávu rozšiřuj skutky). V roce 1759 mu byl znovu propůjčen titul rektora uppsalské univerzity. Linného díla se nicméně ocitla i na seznamu papežem zakázaných knih. Byla prohlášena za kacířská (1758), neboť katolická církev v nich viděla názor, který pokládá přírodu za jedinou skutečnost a podřizuje jí i ducha. Kritizovala jím zdůrazňovanou sexualitu rostlin. V závěru života se dočkal satisfakce, když jeho teorie byla přijata.

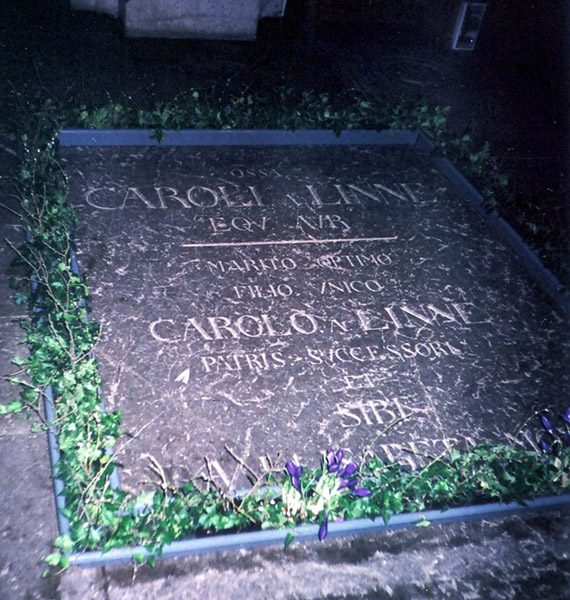
Linného hrob v katedrále v Uppsale

Linné byl v roce 1763 uvolněn ze svých povinností v Královské švédské akademii věd, ale pokračoval v práci ještě nejméně dalších deset let.  V prosinci 1772 odstoupil z funkce prorektora univerzity v Uppsale, především kvůli zhoršujícímu se zdraví. V roce 1774 utrpěl první záchvat  mrtvice. Po druhém záchvatu o dva roky později ochrnul na pravou polovinu těla. Carl von Linné  zemřel 10. ledna 1778 ve věku 70 ve svém domě na Svartbäcksgatan v Uppsale. Je pochován v uppsalské katedrále.
„S výjimkou Shakespeara a Spinozy na mne neměl nikdo takový vliv jako Linné“, řekl Johann Wolfgang von Goethe.
Za svůj život měl Carl Linné několik studentů, které průběžně posílal na průzkum do různých částí světa. Mezi jeho nejvýznamnější studenty patřil např. Petr Kalm, který v letech 1748–1751 cestoval po Severní Americe; Daniel Solander, který v roce 1768 vydal spolu s Jamesem Cookem na výpravu po Tichém oceánu a v roce 1771 na Island, Faerské ostrovy a Orknejské ostrovy; Fredrik Hesselquist, který procestoval Palestinu a Malou Asii a v neposlední řadě i Carl Peter Thunberg, který byl vyslán do Japonska, jižní Afriky, na Jávu a Srí Lanku.
Linného metodou se řídili i Jan Svatopluk Presl (1791–1849) a jeho mladší bratr Karel Bořivoj Presl (1794–1852), kteří se pokusili vytvořit první úplný soupis českých rostlin a položili základy českého botanického názvosloví.

## Dílo

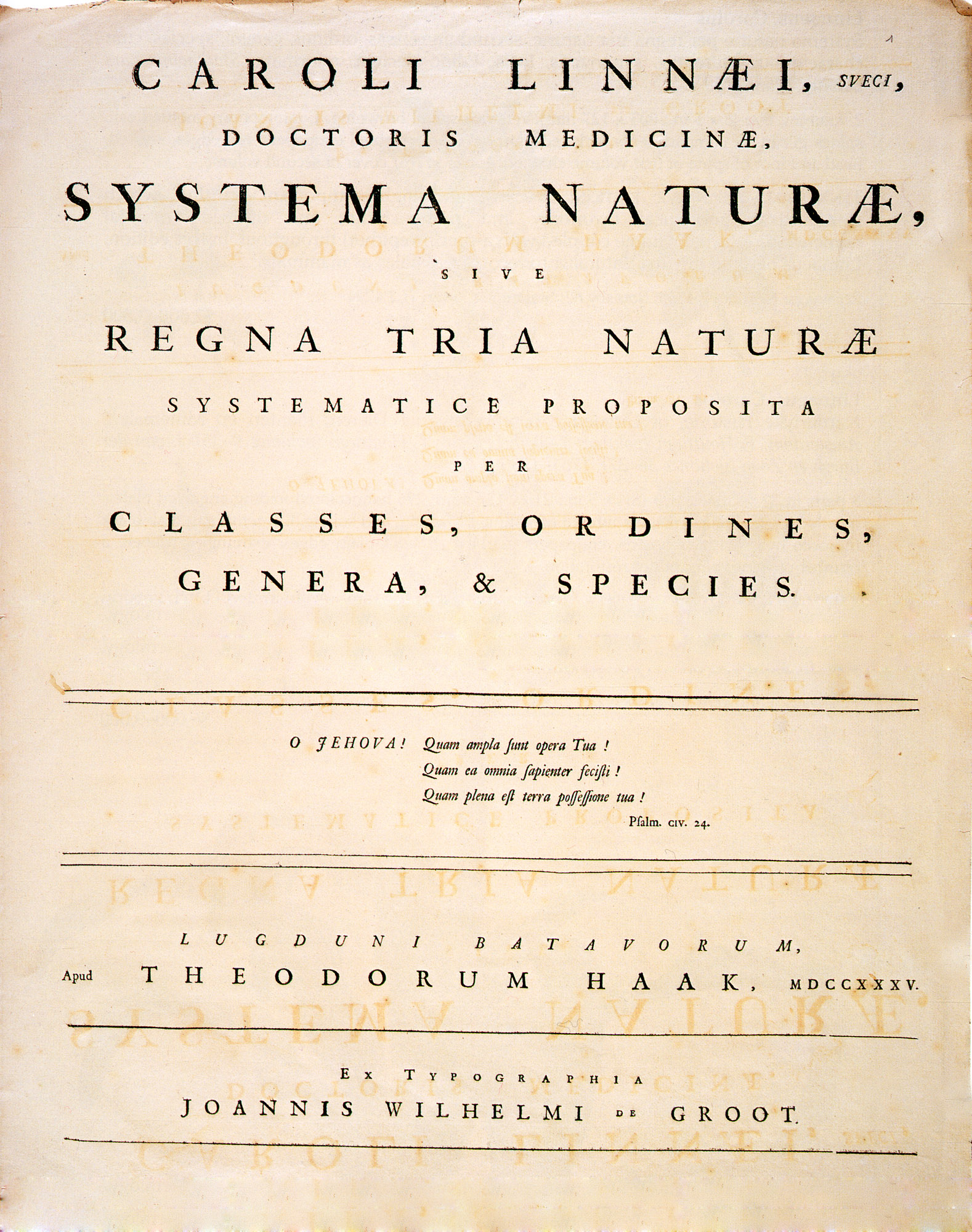
Titulní stránka knihy Systema naturae z roku 1735

Linné publikoval přes 180 prací, které všechny byly psány v latině. K nejvýznamnějším patří
- Systema naturae (Soustava přírody), 1735  Popisuje systém vzájemných vztahů mezi rostlinami a živočichy: říše přírody seskupené do tříd, řádů, čeledí, rodů a druhů. Za Linného života dosáhlo 12 vydání.[7]
- Genera plantarum (Rostlinné rody), 1737 Soudí, že třídy a řády zatím musí být umělé, kdežto rody a druhy lze stanovit přirozenou metodou na základě srovnání podle 26 znaků (převážně morfologických)
- Species Plantarum (Rostlinné druhy), 1753 Kniha o 1200 stranách obsahuje popis 1 098 rodů rostlin a 5 900 druhů. Linné zavedl „triviální jména“ jako základ binární nomenklatury.[7]
- Philosophia botanica (Botanická filozofie), 1751 Shrnuje Linného myšlenky o klasifikaci a názvosloví rostlin. Je hloubkovou studií materiálu, který předtím publikoval ve Fundamenta Botanica (1736) a Critica Botanica (1737).[21]

## Ocenění
Anglický botanik William T. Stearn stanovil Linného lektotypem druhu Homo sapiens, tento jeho čin však není podle Mezinárodních pravidel zoologické nomenklatury platný, jelikož lektotyp může být vybrán pouze z řady syntypů.
Po Linném byl pojmenován jeden druh kvetoucí rostliny – Linnaea (česky zimozel) a měsíční impaktní kráter Linné, stejně jako minerál linnaeit, (Co+2Co+32S4) objevený v roce 1845 ve švédském kraji Västmanland.